# Charles Schulz
Pour les articles homonymes, voir Monroe et Schulz.
Charles Monroe Schulz, plus connu sous le nom de Charles M. Schulz, né le 26 novembre 1922 à Minneapolis et mort le 12 février 2000 à Santa Rosa, est un auteur de bande dessinée américain, spécialisé dans le comic strip. Il est notamment connu pour sa série Peanuts, publiée de 1950 à 2000.

## Biographie

### Enfance

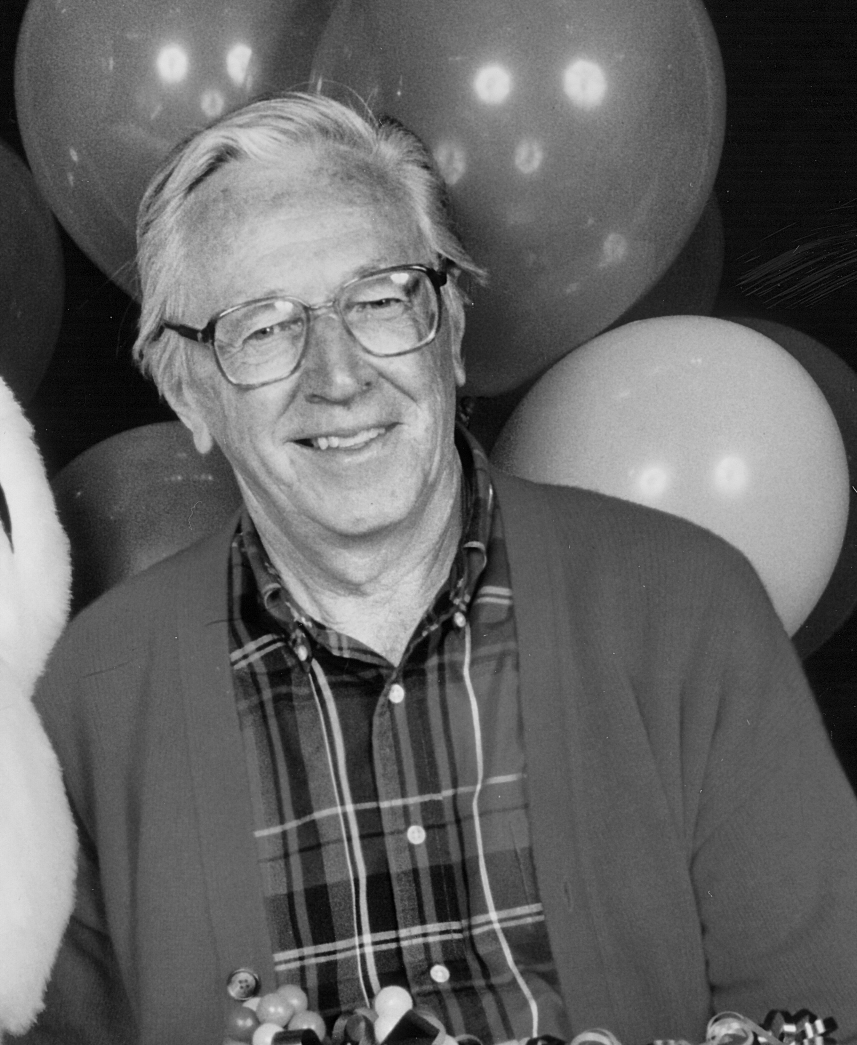
Schulz en 1993.

Charles Monroe Schulz, fils d'un Allemand et d'une Norvégienne émigrés aux États-Unis, naît à Minneapolis dans le Minnesota aux États-Unis. Il grandit dans un foyer aimant, protecteur et passionné de bandes dessinées. Il est surnommé Sparky par son oncle, en hommage à Sparkplug, cheval de la BD Barney Google. Dès son plus jeune âge, le petit Charles, montre un talent certain pour le dessin, don particulièrement encouragé par sa mère.

### Études, guerre et débuts
Ses parents l'inscrivent par correspondance, en 1940, à la Federal School of Art. Lorsque trois ans plus tard il obtient son diplôme, deux événements bouleversent sa vie : il est immédiatement appelé sous les drapeaux pour aller combattre en Europe et sa mère meurt d'un cancer. À son retour, il décide de tenter sa chance dans l'édition : il postule avec succès à Timeless Topix (maison d'édition catholique) puis travaille pour son ancienne école de dessin, devenue depuis l'Art Instruction School.
Parallèlement à ses activités professionnelles, il adresse à un quotidien de Saint Paul les premières planches d'une BD nommée Li'l Folks - l'histoire d'une bande de gamins aux proportions déformées.

### Succès
United Feature Syndicate propose à Schulz la publication de Li'l Folks dans des quotidiens nationaux dès 1950 mais impose, un peu par hasard, le nom de Peanuts à un auteur scandalisé. En 1952, le premier recueil des aventures du « bon vieux Charlie Brown » paraît. Très vite, les professionnels reconnaissent les qualités de la série et Schulz recevra à deux reprises, entre autres récompenses, le prix Reuben de la National Cartoonist Society en 1987.
Les années suivantes voient l'arrivée d'un nombre impressionnant de nouveaux personnages, parmi lesquels le beagle Snoopy mais aussi les enfants de la famille Van Pelt (le fragile Linus et l'hystérique Lucy), l'oiseau Woodstock, le pianiste Schroeder, Patricia et bien d'autres. Le succès est tel que les productions dérivées (téléfilms, comédie musicale…) se multiplient. Dès lors, les années passant, la gloire de Schulz ne cesse de croître et il reçoit une kyrielle de titres honorifiques, dans son propre pays et en Europe.
Charles Monroe Schultz était également un prédicateur laïque très actif dans une église protestante évangélique aux États-Unis .
En 1990, Charles Monroe Schulz est consacré lors d'une exposition "Snoopy in Fashion" organisée au musée du Louvre, et certains de ses dessins sont reproduits dans la revue du Louvre. Il en était particulièrement fier et raillait d'autres dessinateurs en leur disant : « Rendez-vous dans la revue du Louvre. »[réf. nécessaire] Jack Lang lui remet les insignes de chevalier des Arts et des Lettres.
En 1993, ce grand fan de hockey sur glace est intronisé au Temple de la renommée du hockey américain.

### Fin de vie et mort
Le 15 décembre 1999, Charles Schulz décide, à 77 ans, de prendre sa retraite afin de se consacrer à son traitement médical et à sa guérison d'un cancer du côlon. La bande dessinée cesse de paraître au début de l'année 2000. Le 12 février 2000, quelques heures avant la parution de l'ultime planche des Peanuts, dans laquelle il fait ses adieux, Charles M. Schulz meurt des suites de son cancer.

## Postérité
Snoopy reste l'un des comic-strips les plus vendus et les plus populaires du monde ; il apparaît « chaque jour dans plus de 2 500 journaux, pour plus de 350 millions de lecteurs de 75 pays », dans 21 langues". Charles Schulz est la troisième personnalité décédée à générer le plus de revenus au monde.

## Filmographie

### Comme scénariste
- 1965 : Joyeux Noël, Charlie Brown ! (TV)
- 1966 : Charlie Brown's All Stars! (en) (TV)
- 1966 : It's the Great Pumpkin, Charlie Brown (en) (TV)
- 1967 : You're in Love, Charlie Brown (en) (TV)
- 1968 : He's Your Dog, Charlie Brown (en) (TV)
- 1969 : It Was a Short Summer, Charlie Brown (en) (TV)
- 1969 : Un petit garçon appelé Charlie Brown (A Boy Named Charlie Brown)
- 1974 : It's the Easter Beagle, Charlie Brown (en) (TV)
- 1975 : Be My Valentine, Charlie Brown (en) (TV)
- 1975 : You're a Good Sport, Charlie Brown (en) (TV)
- 1976 : It's Arbor Day, Charlie Brown (en) (TV)
- 1978 : What a Nightmare, Charlie Brown! (en) (TV)
- 1980 : It's an Adventure, Charlie Brown (en) (TV)
- 1980 : She's a Good Skate, Charlie Brown (en) (TV)
- 1983 : What Have We Learned, Charlie Brown? (en) (TV)
- 1986 : Happy New Year, Charlie Brown! (en) (TV)
- 1988 : Snoopy: The Musical (en) (TV)
- 1988 : It's the Girl in the Red Truck, Charlie Brown (en) (TV)
- 1990 : Why, Charlie Brown, Why? (en) (TV)
- 1992 : It's Christmastime Again, Charlie Brown (TV)
- 2000 : It's the Pied Piper, Charlie Brown (en) (TV)
- 2002 : Charlie Brown's Christmas Tales (en) (TV)

### Comme producteur
- 1969 : Un petit garçon appelé Charlie Brown (A Boy Named Charlie Brown)[réf. à confirmer]
- 1972 : Snoopy Come Home

## Prix et distinctions
- 1956 : prix Reuben pour Peanuts
- 1965 : prix Reuben et prix de la National Cartoonists Society du comic strip humoristique pour Peanuts
- 1967 : prix Alley du meilleur strip humoristique pour Peanuts
- 1967 : prix Adamson du meilleur auteur international pour l'ensemble de son œuvre
- 1974 : prix Inkpot
- 1980 : prix Elzie Segar de la National Cartoonists Society
- 1981 : L'astéroïde (3524) Schulz lui est dédié
- 1993 : Temple de la renommée du hockey américain
- 1996 : Hollywood Walk of Fame
- 1997 : Temple de la renommée Will Eisner
- 1999 : prix d'honneur Milton Caniff de la National Cartoonists Society
- 2000 : prix Harvey du meilleur comic strip pour Peanuts

Distinctions posthumes
- 2007 : Temple de la renommée du patinage artistique américaine
- 2014 : Temple de la renommée Harvey Kurtzman

## Documentation

### Monographies
- (en) Beverly Gherman, Sparky : the life and art of Charles Schulz, San Francisco : Chronicle Books, 2010.
- (en) Chipp Kidd (éditeur) (préf. Jean Schulz, ill. Charles M. Schulz), Peanuts : the art of Charles M. Schulz, New York, Pantheon Books, 23 octobre 2001, 1re éd. (ISBN 0-375-42097-5).
- (en) David Michaelis, Schulz and Peanuts : a biography, New York, Harper, 2007, 672 p. (ISBN 978-0-06-621393-4)
- Marion Vidal, Monsieur Schulz et ses Peanuts, Paris, éditions Albin Michel, 1976  (ISBN 978-2226003294).
- (en) Mae Woods, Charles Schulz, Edina : ABDO, 2002.

### Notices et articles
- (en) Montey Schulz, « Regarding Schulz and Peanuts », dans The Comics Journal no 290, Fantagraphics, mai 2008, p. 27-78.

### Interviews
- Charles Schulz (int. M. Thomas Inge), Charles M. Schulz: Conversations, Jackson : University Press of Mississippi, coll. « Conversations with comic artists », 2000.
- (en) Charles Schulz interview (12 minutes), Fresh Air, National Public Radio, décembre 1990
- (en) "Happiness is hearing an intellectual laugh!" (mp3) Charles Schulz interviewed in his study by Gail Rudwick and John Whiting (October 30, 1962)